# 埃及福音教會 (尼羅大會)
埃及福音教會（尼羅大會）（阿拉伯語：El-Kanisah El-Injiliyah；有時亦稱為：埃及的科普特福音教會），是新教基督徒的教會，始於十九世紀後期一處北美聯合長老教會的佈道團，在穆斯林與科普特埃及人之間進行服侍。埃及福音教會於1957年轉為自治，並於1958年正式獨自分立。該會轄有8個長老轄區，300個地方教會與30萬位會眾。

## 外部連結
- 科普特正教會與新教教會之間的信仰差異